# Per Glimstedt

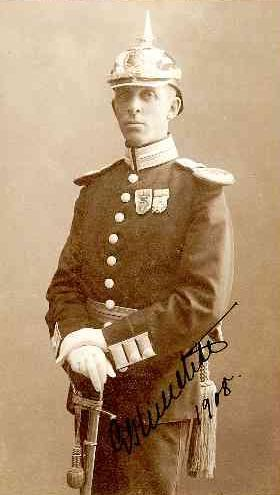
Per Glimstedt

Peter (Per) Gustaf Glimstedt, född 13 april 1871 i Stockholm, död 28 februari 1918 i Heinola, var en svensk militär i tjänst för Kongostaten, Persien och de vita i Finland.
Glimstedt blev underlöjtnant vid Göta livgarde 1893. Redan följande år begav han sig till Afrika. Han var i Kongostatens tjänst mellan åren 1894 och 1898. Därefter var han 13 år vid Göta livgarde. Han var överste och instruktör vid det persiska gendarmeriet 1911-1914. Efter hemkomsten blev han major vid Livregementets grenadjärer. I februari 1918 for han till Finland och deltog i inbördeskriget. Han stupade som förste svenske frivillige officer i Heinola. 
Han var son till justitierådet Peter Olof Glimstedt och bror till Jenny Glimstedt som var gift med kammarrådet Richard Bergström samt morbror till diplomaten Dick Hichens-Bergström och operasångaren Margareta Bergström-Kärde.